# X Liceum Ogólnokształcące im. Królowej Jadwigi w Warszawie

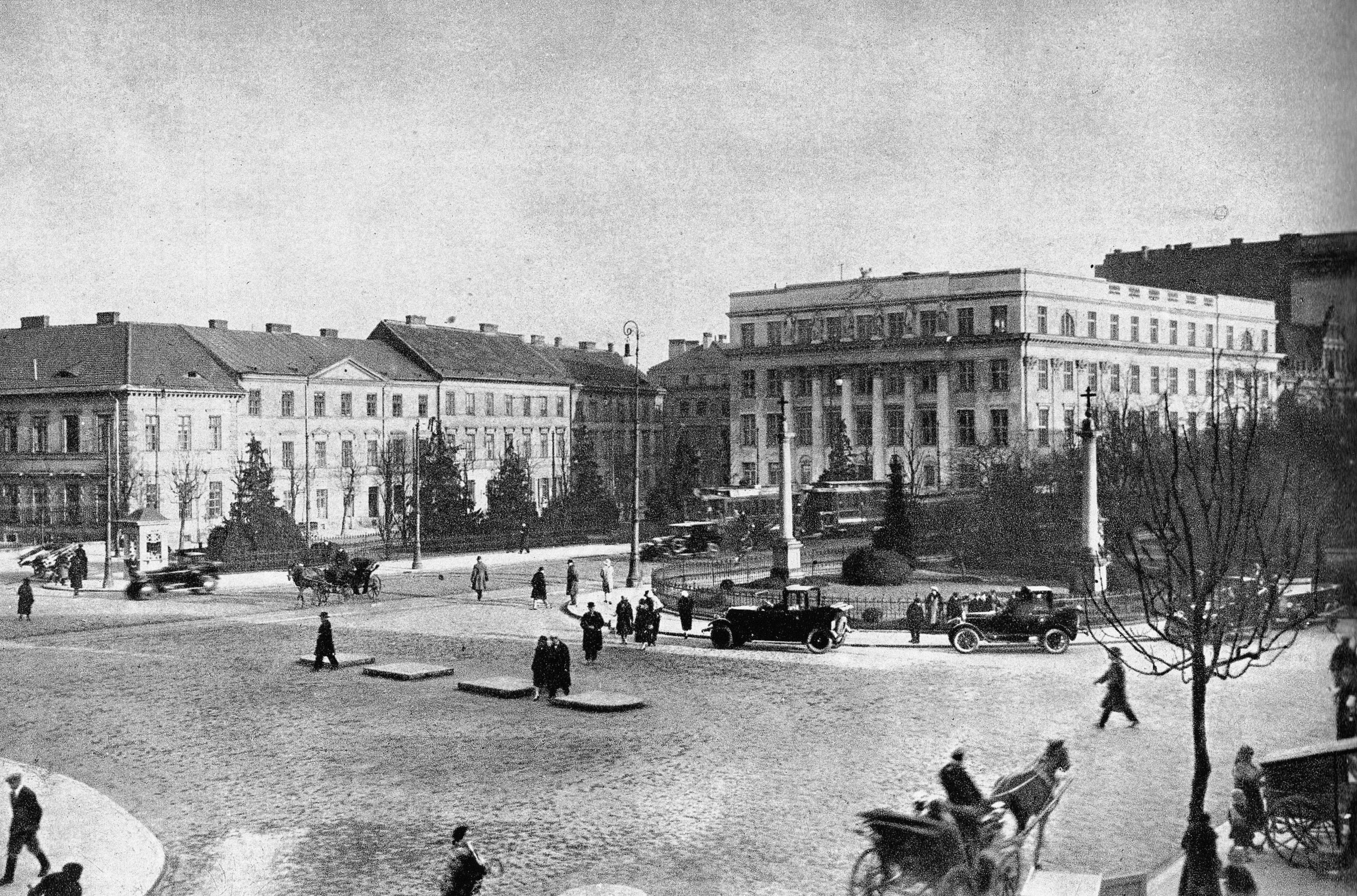
Gmach Gimnazjum im. Królowej Jadwigi (po prawej) na placu Trzech Krzyży

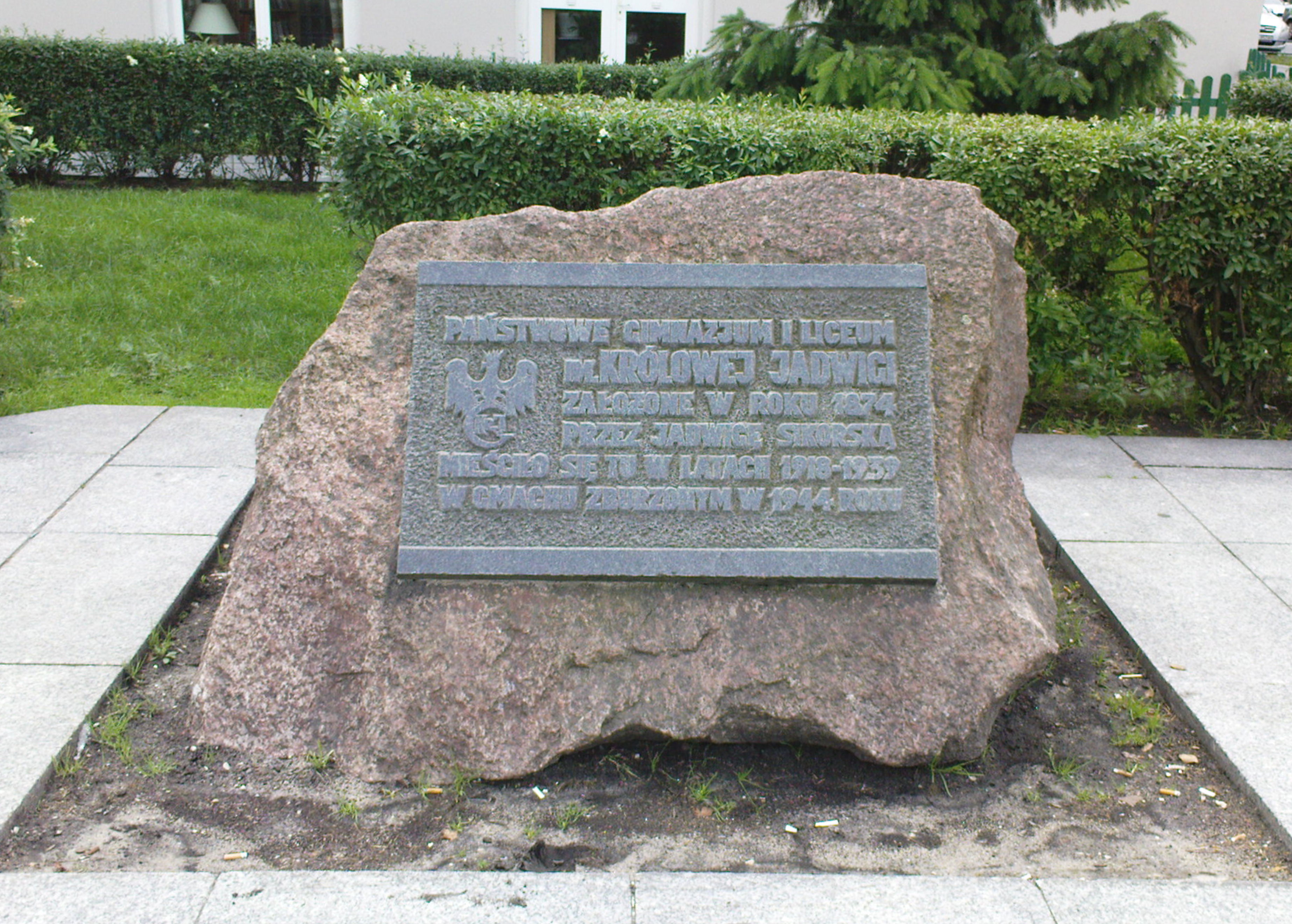
Kamień z tablicą upamiętniająca szkołę na placu Trzech Krzyży

X Liceum Ogólnokształcące im. Królowej Jadwigi w Warszawie – jedno z najstarszych liceów w Warszawie, znajdujące się przy ul. Jana Pawła Woronicza 8.
Liceum jest członkiem Stowarzyszenia Najstarszych Szkół w Polsce.

## Historia
Początki szkoły sięgają 1874 r., kiedy to 3 września przy ulicy Marszałkowskiej 153 nastąpiło urzędowe otwarcie prywatnej pensji żeńskiej Jadwigi Sikorskiej. W latach 1874–1918 uczyło się w niej ok. 3000 uczennic. Jedną z nich była Maria Skłodowska.
Aktem z dnia 7 sierpnia 1918 r. Jadwiga Sikorska przekazała szkołę na własność państwu polskiemu. Odtąd było to Państwowe Gimnazjum Żeńskie im. Królowej Jadwigi. W 1924 roku zostało ono przeniesione z ulicy Królewskiej do wzniesionego w 1923 roku budynku w rozwidleniu Alej Ujazdowskich i ulicy Wiejskiej, zaprojektowanego przez Józefa Handzelewicza. Budynek w kształcie litery „C” miał otwarty dziedziniec od strony ulicy Wiejskiej a od strony placu Trzech Krzyży sześcioosiową kolumnadę w stylu jońskim, sięgającą ponad drugie piętro. Po reformie w 1934 roku szkole nadano nazwę X Gimnazjum i Liceum im. Królowej Jadwigi. W okresie międzywojennym świadectwa maturalne uzyskało 848 dziewcząt. 
II wojna światowa nie przerwała działalności dydaktycznej szkoły. Dziewczęta pobierały naukę na tajnych kompletach organizowanych od 1 grudnia 1939. Wydano 250 matur wojennych. 
Gmach szkoły na placu Trzech Krzyży został przejęty przez władze niemieckie. Urządzono w nim Soldatenheim (dom żołnierza niemieckiego). W 1944 główna część budynku  została zniszczona. Zachowało się tylne skrzydło i fragment fasady od strony Alej Ujazdowskich.

### Okres powojenny
- 1946 – dr Wanda Łempicka podjęła starania o wznowienie działalności szkoły;
- 1947 – odbyła się pierwsza po wojnie matura, w wyniku której świadectwa dojrzałości otrzymało 12 osób;
- 1948 – odbył się pierwszy powojenny Zjazd Absolwentek;
- 1951 – szkoła przeniosła się do budynku przy ul. Woronicza 8;
- 1954–1956 – przebudowano i powiększono gmach szkoły;
- 1960 – wmurowano w ścianę szkoły tablicę ku czci ofiar wojny – nauczycieli i wychowanek;
- 1965 – placówka stała się koedukacyjna;
- 1966 – dzięki staraniom dyr. Wandy Luciakowej szkoła odzyskała dawne imię – Królowej Jadwigi;
- 1969 – z okazji 50. rocznicy upaństwowienia szkoły został ufundowany sztandar szkolny;
- 1974 – placówka została wyróżniona Medalem Komisji Edukacji Narodowej;
- 1975 – z okazji 100-lecia istnienia placówki odbył się zjazd absolwentów oraz postawiono kamień pamiątkowy na pl. Trzech Krzyży (w dawnej lokalizacji budynku szkoły);
- 1982 – została wydana monografia szkoły napisana przez Bolesława Kuźmińskiego pt. Pierwsza Żeńska Szkoła im. Królowej Jadwigi w Warszawie;
- 1987 – szkoła rozpoczęła pierwszą w Polsce wymianę uczniów ze szkołami niemieckimi (Brake, Mühlheim);
- 1994 – szkoła ma swój hymn pt. To my z Królowej Jadwigi... (muzyka: Janusz Tylman, słowa: Stefan Knothe);
- 1998 – odbyła się szkolna pielgrzymka do Watykanu i spotkanie z Janem Pawłem II;
- 1994, 2000, 2004 – odbyły się zjazdy absolwentów organizowane przez dyr. Lucynę Kowalską;
- 1997 – szkoła została przyjęta do Klubu Najstarszych Szkół w Polsce;
- 2006 – szkoła stała się członkiem Rodziny Szkół im. Świętej Jadwigi Królowej.

## Dyrektorzy szkoły
- Jadwiga Sikorska (1918–1927)
- Justyna Jastrzębska (1922–1933)
- Marta Frankowska (1933–1939)
- Wanda Łempicka (1946–1947)
- Marta Frankowska (1947–1948)
- Wanda Luciakowa (1949–1968)
- Mieczysław Szczęsny (1968–1990)
- Lucyna Kowalska (1990–2007)
- Wioletta Michalik (2007–2012)
- Ewa Burzyk (od 2012)